# Mónica del Carmen
Mónica Carmen Martínez Ruiz (Miahuatlán de Porfirio Díaz, Oaxaca, Mèxic; 24 de maig de 1982), coneguda com a Mónica del Carmen, és una actriu de cinema i teatre mexicana. Coneguda internacionalment pel seu paper protagonista en la pel·lícula Año bisiesto (2010), opera prima de Michael Rowe, director australià radicat a Mèxic.

## Dades biogràfiques
Nascuda a la ciutat de Miahuatlán, Oaxaca, descobreix el seu interès per l'actuació en integrar-se al programa de música de la seva escola primària; es trasllada llavors a la ciutat d'Oaxaca, als catorze anys, per a cursar la seva preparatòria al Centro de Educación Artística (Cedart) "Miguel Cabrera", on decideix enfocar-se al teatre.
Cursa la carrera d'actuació, durant el període 2000-2004, a l'Instituto Nacional de Bellas Artes, Mèxic. Va rebre el suport dels Fondos Estatales para la Cultura y las Artes, el 2005, pel projecte Sinfonía colorida en dos movimientos para un libro en peligro de extinción, i el 2007 per Teatro de emergencia: cuentos para Oaxaca.
La seva carrera actoral es destaca per papers en produccions amb alt contingut social i crítica als sistemes d'opressió: des dels seus inicis actorales es va involucrar amb diverses causes socials, com els drets LGBT, el dret a l'avortament i la prevenció del contagi pel VIH.  
Ha facilitat espais de formació sobre actuació en el Setè Festival de Cinema Mexicà de Durango (2015) i a l'Escuela Itinerante de Cine y Narrativa de Mèxic (2014-2015).

## Carrera artística
Comença la seva carrera artística en el teatre, i participa en la producció de Sueño de August Strindberg, sota la direcció de Gilberto Guerrero, el 2003. Destaca a las produccions de Al fin y al cabo... mujeres, Sinfonía colorida para resucitar un libro. Ha participat en 17 produccions teatrals, en escenaris de Mèxic, Espanya i França.

### Año bisiesto
La pel·lícula Año bisiesto és l'opera prima del director australià-mexicà Michael Rowe. Mónica del Carmen interpreta el paper protagonista de Laura, una dona que viu en la Ciutat de Mèxic, on treballa com a col·laboradora en una editorial i viu la seva sexualitat lliurement, i decideix tenir sexe de manera casual amb homes als qui ja no planeja tornar a veure. Laura coneix a Arturo, interpretat per Gustavo Sánchez Parra, i junts comencen a experimentar diverses expressions sexuals: sadomasoquisme, urolàgnia, BDSM i fetitxisme.
La pel·lícula es va fer creditora a la Caméra d'or, al 63è Festival Internacional de Cinema de Canes (2010).

## Filmografia

### Llargmetratges
- 2006 - La última mirada
- 2006 - Babel
- 2010 - Año bisiesto
- 2010 - La pantera negra
- 2011 - La leyenda de la Llorona
- 2012 - Después de Lucía
- 2015 - 600 millas'
- 2016 - A los ojos
- 2017 - Las hijas de Abril
- 2020 - Nuevo orden
- 2021 - Una película de policías

### Curts
- 2008 - Buen provecho
- 2013 - Arma blanca
- 2013 - Estatuas
- 2014 - Ramona
- 2014 - Batallas atentes
- 2014 - If the world goes wrong
- 2014 - Borde
- 2014 - Bajo tu influencia
- 2015 - Gloria
- 2016 - Motel de los corazones Rotos

## Teatre
Ha participat a les següents representacions teatrals:
- 2014 - Safari Tepito. Direcció de Daniel Giménez Cacho. Idea original de Adelheid Roosen.
- 2012, 2013, 2014 - Mendoza. Adaptació de Macbeth, de William Shakespeare, de Antonio Zúñiga i Juan Carrillo. Direcció de Juan Carrillo.
- 2011 - Le Premier Monde / El primer mundo. Original de la companyia francesa Allio-Weber. S’ha presentat a: Centre d'Art et de Culture La Ferme du Buisson, Grande Halle de la Villette, París, França; 61 Scene Nationale Théâtre d'Alençon i al Festival Internacional de Teatre d'Annecy, França.
- 2011 - El pájaro dziú, original de la Companyia Aquelarre Teatro. Diverses temporades i festivales: Centro Cultural del Bosque, Foro La Gruta del Centro Cultural Helénico; Festival Internacional de Objetos a Zamora, Espanya;, Festival ECTI, Veracruz, 2010 a diversos poblats de l'Istme de Tehuantepec, Oaxaca. Festival Titerías 2010, Muestra Nacional de Teatro.
- 2008, 2007 - Palabras que dan alegría, adaptació d'El pizarrón mágico, d'Emilio Carballido. Direcció de Blanca Gil. Temporada en diversos foros i festivals, entre ells el Festival Cultural de Zacatecas.
- 2006 - En duende está el misterio. Original de Andrés Carreño i Tareke Ortíz. Diverses temporades nacionals i presentacions internacionals.
- 2006 - Hilos de luna. Direcció de Carlos Pérez Nieto.
- 2006, 2005 - El viaje de los cuatro que soñaron. Original de Sergio Solís Guido.
- 2005 - Agua, de Gina Moret. Lectura dramatitzada, dirigida per Damián Cordero, com a part de les activitats del Taller de Dramaturgia de la Royal Court Theatre a Mèxic. Centro Cultural Helénico.
- 2005 - Temporal y eterno. Direcció de Roberto Fiesco. Dins del cicle de lectures dramatitzades. Tertulias teatrales: Teatro y música mexicanos. Producció de la Coordinación Nacional de Teatro y de la Coordinación Nacional de Ópera.
- 2005 - Don Juan Tenorio. Direcció de Ana Luisa Alfaro.
- 2004 - Sinfonía colorida para resucitar un libro. Original de la Compañía Teatro Itinerante. Es va presentar a Los Temporales Internacionales a Puerto Mott Xile, Ciclo de Percusiones, Sala Blas Galindo de la Escuela Superior de Música, a diverses comunitats de l’estat de Oaxaca, entre altres temporades nacionals.
- 2005, 2004, 2003 - 5ª, 4ª, 3ª i 1ª emissions del programa Pasaporte del arte. visita guiada a museus de la Ciutat de Mèxic. Direcció d'Óscar Ulises Cancino, Emmanuel Márquez i Blanca Gil.
- 2005 - Al fin y al cabo... mujeres. Dramatúrgia i direcció de Marco Limón. Foro Antonio López Mancera de la ENAT.
- 2004 - Ui, versió lliure de La resistible ascensión de Arturo Ui, de Bertolt Brecht, per Antonio Algarra i Jeaninne Grace. Direcció de Antonio Algarra.
- 2003: El vergonzoso en palacio, de Tirso de Molina. Direcció de Óscar Ulises Cancino.
- 2003: Sueño, d'August Strindberg. Direcció de Gilberto Guerrero. Teatro Salvador Novo de la ENAT.

## Premis
- 2010 – Premi Yves Montand[15] del Festival Molodist a la Millor Actru jove, per Año bisiesto.
- 2011 – Ariel a la Millor Actriu per Año bisiesto.
- 2011 - Millor Actrit, atorgat per l'Asociación de Críticos en Línea de Mèxic, per Año bisiesto, de Michael Rowe.[16]
- 2022 – Ariel a la Millor Actriu per Una película de policias